# Gobierno y política de Aruba
Aruba es parte del Reino de los Países Bajos, pero mantiene total control sobre sus asuntos excepto cuestiones relacionadas con la defensa nacional, ciudadanía, relaciones exteriores y extradición. Aruba posee sus propias leyes, constitución, gobierno y moneda oficial.
El jefe de Estado es el actual monarca de los Países Bajos, que es representado en Aruba por el gobernador de Aruba, elegido para un período de seis años. El jefe de Gobierno es el primer ministro quien forma, junto con el Consejo de Ministros, el poder ejecutivo del gobierno.
Los miembros del Consejo de Ministros son elegidos por el parlamento unicameral, llamado Staten, posee 21 escaños y representa al poder legislativo. Los miembros del Staten son elegidos por voto directo y popular por un término de cuatro años.
El poder judicial reside en la Corte Suprema de Justicia y cuyos jueces son designados por el monarca. La constitución data de 1986.
Los partidos políticos existentes son:
- Acción Democrática Nacional
- Concienciación por la Liberación de Aruba
- Movimiento Aruba Solidario
- Movimiento Electoral del Pueblo (Aruba)
- Organización Liberal de Aruba
- Partido Patriótico de Aruba
- Partido del Pueblo Arubano

Solo tres de estos tienen peso en la vida política.
| Miembros del Gobierno de Aruba (2018, fuente CIA) |                                                                                      |
| Jefe del Estado                                   | Rey de los Países Bajos SM Willem-Alexander Claus George Ferdinand van Oranje-Nassau |
| Gobernador                                        | Mr. Alfonso Boekhoudt                                                                |
| Primer ministro                                   | Ms. Evelyn Wever-Croes                                                               |
| Min. de Educación y Justicia                      | Mr. Andin Bikker                                                                     |
| Min. de Asuntos Económicos y Financieros          | Ms Xiomara Ruiz Maduro                                                               |
| Min. de Asuntos Generales y Servicios Públicos    | mr. Michiel Godfried Eman                                                            |
| Min. de Salud Pública y Deporte                   | Sr. Danguillaume P. Oduber                                                           |
| Min. Cultura, Asunto Social y Economía            | Ms Xiomara Ruiz Maduro                                                               |
| Min. de Turismo, Transporte y Trabajo             | Mr Glenbert Croes                                                                    |
| Fiscal general                                    | Mr. Peter Blanken                                                                    |
| Presidente del Banco Central                      | Mrs. Jeanette R. Semeleer                                                            |